# Burg Houska
Burg Houska (deutsch Hauska) befindet sich in Blatce südlich von Doksy (Hirschberg) in der Daubaer Schweiz in Tschechien. Sie steht auf einer prismenförmigen Säule aus Sandstein. Typisch für Houska ist der Sgraffito-Schmuck an der Fassade.

## Baugeschichte
Auf dem Schlossberg stand seit dem Ende des 9. Jahrhunderts eine erst hölzerne, später steinerne Wehranlage. Die Gründung wird auf Fürst Slavibor zurückgeführt, dessen Sohn Housek der Burg ihren Namen gegeben haben soll. Der heute erhaltene Bau wurde vermutlich 1270–1280 von Přemysl Otakar II. zeitgleich mit der benachbarten Burg Bezděz in Auftrag gegeben und vermutlich durch die gleiche Bauhütte ausgeführt. Er gehörte zu den frühgotischen herrschaftlichen Residenzen, beeinflusst durch die Zisterzienserbewegung. Ende des 16. Jahrhunderts wurde die Burg zum Renaissanceschloss umgebaut. 1658 wurde der viereckige Turm abgetragen und 1823 das Dach abgesenkt. Weitere Renovierungen fanden 1924–1939 statt.

## Beschreibung
Houska hat einen viereckigen Grundriss, mit geschlossenem mittleren Hof. Aus der gotischen Zeit sind die Fensterformen erhalten geblieben. Die Burgkapelle erstreckt sich über zwei Etagen. In den Ausstellungsräumen findet man gotische und Renaissancewandgemälde, auf dem Dach befindet sich ein Aussichtsturm. An der Fassade ist moderne Sgraffitodekoration angebracht.
Vor dem Schloss steht eine Barockstatue der Heiligen Ludmilla aus dem Jahre 1758. Auf dem Gipfel des Schlossberges finden sich Reste von Kellerräumen und des Fundamentes der Kirche, die 1830 zerstört wurde. Hier gibt es auch eine Felsenaussicht. Aus den oberen Räumen der Burg selbst kann man die umliegende Landschaft bis zum Ještěd überblicken.

## Inneneinrichtung

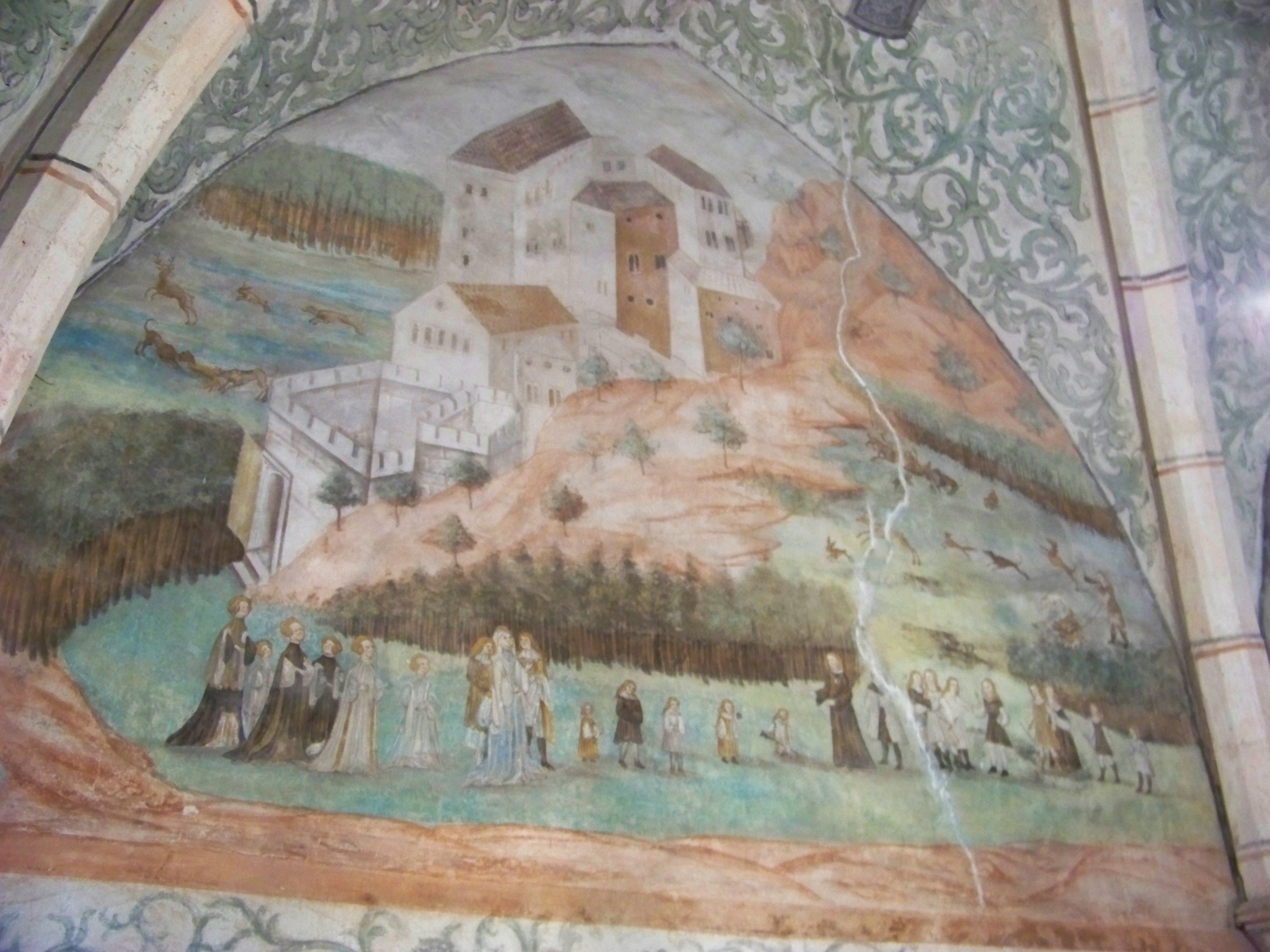
Fresko (Begrüßung der Heiligen Ludmilla)

Beachtenswert sind die Kapelle und die Grüne Kammer. Beide Räumlichkeiten behielten den gotischen Stil mit Wandgemälden aus dem Jahr 1520 bei. In der Kapelle sind einzigartige Fragmente von Fresken aus dem 13. bis 14. Jahrhundert erhalten. Interessant sind auch der Jagdsalon, der Rittersaal, die rekonstruierte Speisekammer und der Ballsaal.

## Besitzverhältnisse
Vermutlich aus der Hand König Wenzels II. (1271–1305) kam Houska in den Besitz der Adelsfamilie Berka von Dubá. Weitere Besitzer waren unter anderen im 15. Jahrhundert Jan Smiřický aus dem Geschlecht der Smiřický von Smiřice, das Geschlecht Waldstein, die Grafen von Sulz und das Haus Hohenlohe. 1924 erwarb Josef Šimonek, Präsident der Škoda-Werke, dem bereits auch das Schloss Stránov gehörte, die Burg und nutzte sie bis 1939 als Sommersitz. In den Jahren 1939–1945 beschlagnahmte die Wehrmacht die Anlage wegen ihrer strategisch günstigen Lage. In den 1950er Jahren wurde in den Räumlichkeiten das Archiv der Staatlichen Bibliothek des Clementinum untergebracht. Eine geplante Nutzung als Sanatorium wurde nicht verwirklicht. Seit der Restitution in den 1990er Jahren gehört Houska den Nachkommen Josef Šimoneks. Die Burg wurde 1999 zum ersten Mal in ihrer Geschichte der Öffentlichkeit zugänglich gemacht.

## Legende
Laut einheimischer Legende soll sich unter der Burg Houska der Eingang zur Unterwelt befinden und die Burg erbaut worden sein, um diesen zu verdecken.